# 500 Milhas de Indianápolis de 1977
Resultados das 500 Milhas de Indianápolis de 1977, no circuito de Indianapolis no domingo, 29 de Maio de 1977.
| Pos final | Pos inicial | N.º | Nome                  | Qual    | Rank | Voltas | Led | Posição        |
| --------- | ----------- | --- | --------------------- | ------- | ---- | ------ | --- | -------------- |
| 1         | 4           | 14  | A.J. Foyt             | 194.563 | 5    | 200    | 46  | Corrida        |
| 2         | 1           | 8   | Tom Sneva             | 198.886 | 1    | 200    | 3   | Corrida        |
| 3         | 3           | 21  | Al Unser              | 195.950 | 4    | 199    | 17  |                |
| 4         | 10          | 40  | Wally Dallenbach, Sr. | 189.563 | 13   | 199    | 0   |                |
| 5         | 11          | 60  | Johnny Parsons        | 189.255 | 14   | 193    | 0   |                |
| 6         | 22          | 24  | Tom Bigelow           | 186.470 | 25   | 192    | 0   |                |
| 7         | 24          | 65  | Lee Kunzman           | 186.384 | 27   | 191    | 0   |                |
| 8         | 18          | 11  | Roger McCluskey       | 190.992 | 10   | 191    | 0   |                |
| 9         | 25          | 92  | Steve Krisiloff       | 184.691 | 33   | 191    | 0   |                |
| 10        | 16          | 36  | Jerry Sneva           | 186.616 | 23   | 187    | 0   |                |
| 11        | 5           | 20  | Gordon Johncock       | 193.516 | 6    | 184    | 129 |                |
| 14        | 31          | 42  | John Mahler           | 185.242 | 30   | 157    | 0   |                |
| 15        | 8           | 48  | Pancho Carter         | 192.452 | 9    | 156    | 0   | Motor          |
| 16        | 21          | 98  | Gary Bettenhausen     | 186.596 | 24   | 138    | 0   |                |
| 17        | 23          | 84  | Bill Vukovich II      | 186.393 | 26   | 110    | 1   |                |
| 18        | 2           | 6   | Bobby Unser           | 197.618 | 2    | 94     | 2   | Oleo           |
| 19        | 9           | 5   | Mike Mosley           | 190.064 | 12   | 91     | 0   |                |
| 20        | 7           | 25  | Danny Ongais          | 193.040 | 8    | 90     | 0   |                |
| 21        | 33          | 72  | Bubby Jones           | 184.938 | 32   | 78     | 0   | Válvulas       |
| 22        | 27          | 29  | Cliff Hucul           | 187.198 | 21   | 72     | 0   | Caixa de Velo. |
| 23        | 20          | 73  | Jim McElreath         | 187.715 | 19   | 71     | 0   | Turbo          |
| 24        | 13          | 18  | George Snider         | 188.977 | 16   | 65     | 2   | Válvulas       |
| 25        | 14          | 78  | Bobby Olivero         | 188.452 | 17   | 57     | 0   | Piston         |
| 26        | 6           | 9   | Mario Andretti        | 193.351 | 7    | 47     | 0   |                |
| 27        | 19          | 10  | Lloyd Ruby            | 190.840 | 11   | 34     | 0   | Choque T2      |
| 28        | 15          | 86  | Al Loquasto           | 187.647 | 20   | 28     | 0   | Magneto        |
| 29        | 26          | 27  | Janet Guthrie         | 188.403 | 18   | 27     | 0   |                |
| 30        | 29          | 38  | Clay Regazzoni        | 186.047 | 28   | 25     | 0   |                |
| 31        | 30          | 17  | Dick Simon            | 185.615 | 29   | 24     | 0   |                |
| 32        | 12          | 97  | Sheldon Kinser        | 189.076 | 15   | 14     | 0   | Piston         |
| 33        | 17          | 2   | Johnny Rutherford     | 197.325 | 3    | 12     | 0   | Caixa de Velo. |